# Кусић
Кусић је насеље у Србији, у општини Бела Црква, у Јужнобанатском округу. Према попису из 2022. било је 1.047 становника. Први пут се спомиње 1318.
Овде се налазe Воденица поточара у Кусићу и ФК Шевац.

## Географски положај
Насеље се налази уз саму државну границу са Румунијом, од које је удаљен само пола километара, а од Беле Цркве је удаљен око 5 километара.

## Назив, постанак
Кусић током своје историје више пута је мењало своје име.
- Године:
- 1383.
- 1427.
- 1427.
- У XVI.веку
- 1660. - Кусићи
- 1716. Кусић
- 1872.
- 1918. Кусић

Kuzik се први пут помиње 1383. и 1384. године као посед породице Де Јанк у Крашованском комунитету. У Катастигу пећких монаха 1660. године наводи се место "Кусићи, близ манастира", а помињу се три приложника: Обрен, Илија Вукомановић и Стојан. Према предању, Кусићани су пореклом из Србије. Већина данашњих родова у Кусићу било је насељено још у 18. веку.
Недељу дана после проглашења Банатске републике основана и Кусићка република. Ова република је у потпуности представљала особен начин испољавања идеја Октобарске револуције на банатском простору.
Постоји стара српска изрека: "Прошао кроз Кусић", а што сугерише да је нешто лоше било, попут "обрао бостан".

## Историја
Године 1774. Кусић је припојен Илирско-банатској, а 1776. г. постао седиште компаније и добио немачку школу, која је за време турског рата (1788) уништена пожаром. Тада је изгорела и црква и престала немачка школа. Услед упада Турака и број становника је опао. Док је 1782. г било 1601 становник, 1802. г има једва 1186 становника. А већ до 1810. г је бројни пораст становништва био врло велики, па је те исте године пописано 2435 душа. Али затим настала стагнација, а 1848. г било је свега 2339 душа. У лето 1848. г када су опколили Белу Цркву, извршили Срби, 20. и 30. августа, навале са кусићког редута на белоцркванске мађарске позиције. Али 17. октобра Мађари потисну Србе, који су жилаво бранили своје положаје, при чему су село и црква оштећени ватром.
Средином 19. века број православних житеља у Кусићу је опадао. Пред мађарску буну 1847. године пописано је 2382 мештана, а две деценије касније 1867. године - 2271.
У Кусићу, као милитарском месту помињу се официри - подофицири: Паја Остојић наредник (1864), Лека пл. Будисављевић капетан (1870), Јован Ђурић капетан (1897) итд. Трговац Јован Шаић претплатник је једне српске књиге 1843. године.
Године 1854. пописане су у Кусићу само 2094 душе, а у компанији (5 села) 7478. Кусићани се од раније баве виноградарством. Године 1881. основао је Антон Улман радионицу челичних и гвоздених алата. Године 1893. пришао је велики део становништва социјалистичкој партији. Почетком 20. века Кусић је велика општина, у Белоцркванском срезу. Ту живи тада 2547 становника у 534 дома. Срби доминирају, има их 2350 православних душа са 480 кућа.
Године 1921.пописан је 2501 становник, од којих је било: Срба-2128; Словака-28; Осталих Словена-14; Румуна-91; Немаца-22; Мађара-1; Остали већином Роми – 224 Становника Године 1918. ушла српска војска у Кусић, која је припојен Торонталској-тамишкој жупанији. Приликом повлачења границе припојена су Румунији кусићка брда <<Гочинац>> и <<Шевац>>.

## Црква и школа
Прва црква је саграђена већ 1747. године, а саградио ју је Вукмир Николајевић, оберкнез од Оршаве до Панчева, koja је 22.јуна (по старом календару ) 1747. г. освештена. Била је посвећена Св. Николи. Такође у Кусићу била су два свештеника. Вукмир је обновио и манастир Кусић, који је изграђен у XIV веку као метох манастира Студенице. Иконостас кусићке цркве је прво осликао Арсеније Јакшић 1812. године. Друго иконописање је урађено крајем 19. века, од стране Ђоке Путника из Беле Цркве.
Парохијско звање је основано и црквене матичне књиге се воде од 1777. године. Нове црквене матрикуле су од 1850. године. Године 1824. кусићки свештеници су били, поп Павел Милутиновић и поп Лазар Мајданац. Према државном шематизму православног клира у Угарској из 1846. године види се да је у Кусићу 2382 православних становника. Те године у месту су два пароха, Димитрије Драганић и Димитрије Богдановић. Из стечаја за упражњено место пароха из 1892. године види се да је то парохија треће класе. Кусићки парох је био стари поп Вијатовић. Парох у Кусићу био је Милутин Јорговић (1895-1907), родом из Јабуке. То је син војловачког игумана Јована. Дао је прилог за Фонд Св. Саве од 6 ф. Против њега су се 1897. године епархијској власти жалили мештани Кусића, предвођени капетаном. Године 1905. ту је српска црквена општина, скупштина је редовна, под председништвом Јоце Шаића. Месна српска православна парохија је треће платежне класе, има парохијски дом а парохијска сесија износи 31 кј. земље. Постоји српско православно гробље, а црквено-општински посед износи 76 кј. земље.
По попису из 1846. године у Кусићу је било 150 ученика којима је предавао учитељ Јован Шејић. Учитељ Павле Поповић ради 1866. године у кусићкој народној школи. Кусићка школа је од 1875. године комунална, општинска. Има 1905. године три школска здања. Тада су учитељско тело чинили: учитељ Милан Стефановић родом из Калуђерова, Душан Петровић родом из Вршца и Ирма Беља родом из Гребенца. Редовну наставу је пратило 238 ђака, а у пофторну 153 ученика старијег узрста. У месној школи је као учитељица 1906. године радила Румунка (поменута Ирма!), па је тражено из села да се она отпусти.
У Кусићу је рођен и умро уметник Милан Милутиновић (1864–1887). Поживео је само 24 године, тај талентовани син Јосе Милутиновића умировљеног ц и к шумара и председника месне српске православне црквене општине. Српску основну школу је завршио у Кусићу, па кренуо у Реалку у Белој Цркви. Иако одличан ученик, због сиромаштва родитеља напустио је гимназију, и почео да учи трговачки занат у том граду. Милан је почео тада самоуко да слика, и први његов рад био је "Породица кнеза Лазара", па су уследиле иконе, природа. Када је завршио трговачки занат, преселио се у Руму, да ради код трговца Стевана Јаковљевића. И ту је наставио да слика, а његови све бољи радови су се свидели газди Јаковљевићу, који га је препоручио Матици српској, за Шифманову студентску стипендију. Био је заиста изабран за матичиног стипендисту, из Закладе Христифора Шифмана из Комлоша, и отишао је у Беч. Добро се показао на Бечкој уметничкој академији, где је показао леп успех, док је студирао током 1885-1886. године, али се разболео од "сушице" (туберкулозе). Да није био болестан, он би на време и са најбољим оценама окончао студије, али вратио се у завичај где ће дочекати "судњи дан". Од њега су остали познати радови, настали током студија у Бечу и по повратку у Кусић: портртети "Светозар Милетић" и "Змај Јован Јовановић". Прва слика му је излагана у Вршцу, а друга се налазила у Новом Саду. Његов сликарски опус је тако остао невелик: радио је за Беч - 9, Белу Цркву - 7, те по две слике - за Молдаву, Оравицу и Кусић.

## Демографија
У насељу Кусић живи 1.063 пунолетна становника, а просечна старост становништва износи 40,8 година (39,8 код мушкараца и 41,8 код жена). У насељу има 436 домаћинства, а просечан број чланова по домаћинству је 2,67.
Ово насеље је углавном насељено Србима (према попису из 2002. године), а у последња три пописа, примећен је пад у броју становника.
|  |

| Демографија | Демографија | Демографија |
| Година      | Становника  | Становника  |
| ----------- | ----------- | ----------- |
| 1948.       | 2.057       |             |
| 1953.       | 2.059       |             |
| 1961.       | 1.912       |             |
| 1971.       | 1.808       |             |
| 1981.       | 1.622       |             |
| 1991.       | 1.560       | 1.428       |
| 2002.       | 1.361       | 1.499       |
| 2011.       | 1.164       |             |

| Етнички састав према попису из 2002.‍ | Етнички састав према попису из 2002.‍ | Етнички састав према попису из 2002.‍ | Етнички састав према попису из 2002.‍ | Етнички састав према попису из 2002.‍ |
| ------------------------------------ | ------------------------------------ | ------------------------------------ | ------------------------------------ | ------------------------------------ |
|                                      |                                      |                                      |                                      |                                      |
| Срби                                 | Срби                                 |                                      | 1.136                                | 83,46%                               |
| Роми                                 | Роми                                 |                                      | 150                                  | 11,02%                               |
| Хрвати                               | Хрвати                               |                                      | 9                                    | 0,66%                                |
| Румуни                               | Румуни                               |                                      | 7                                    | 0,51%                                |
| Црногорци                            | Црногорци                            |                                      | 5                                    | 0,36%                                |
| Немци                                | Немци                                |                                      | 3                                    | 0,22%                                |
| Чеси                                 | Чеси                                 |                                      | 2                                    | 0,14%                                |
| Муслимани                            | Муслимани                            |                                      | 1                                    | 0,07%                                |
| Мађари                               | Мађари                               |                                      | 1                                    | 0,07%                                |
| непознато                            | непознато                            |                                      | 6                                    | 0,44%                                |

| Година пописа     | 1948. | 1953. | 1961. | 1971. | 1981. | 1991. | 2002. |
| ----------------- | ----- | ----- | ----- | ----- | ----- | ----- | ----- |
| Број домаћинстава | 519   | 513   | 502   | 495   | 459   | 440   | 436   |

| Број чланова      | 1  | 2  | 3  | 4  | 5  | 6  | 7 | 8 | 9 | 10 и више | Просек |
| ----------------- | -- | -- | -- | -- | -- | -- | - | - | - | --------- | ------ |
| Број домаћинстава | 88 | 87 | 84 | 95 | 48 | 20 | 9 | 2 | 2 | 1         | 3,12   |

| Пол    | Укупно | Неожењен/Неудата | Ожењен/Удата | Удовац/Удовица | Разведен/Разведена | Непознато |
| ------ | ------ | ---------------- | ------------ | -------------- | ------------------ | --------- |
| Мушки  | 568    | 171              | 352          | 22             | 20                 | 3         |
| Женски | 554    | 90               | 352          | 104            | 6                  | 2         |
| УКУПНО | 1.122  | 261              | 704          | 126            | 26                 | 5         |

| Пол    | Укупно                    | Пољопривреда, лов и шумарство | Рибарство                            | Вађење руде и камена | Прерађивачка индустрија       |
| ------ | ------------------------- | ----------------------------- | ------------------------------------ | -------------------- | ----------------------------- |
| Мушки  | 326                       | 179                           | 0                                    | 0                    | 34                            |
| Женски | 197                       | 124                           | 0                                    | 1                    | 19                            |
| УКУПНО | 523                       | 303                           | 0                                    | 1                    | 53                            |
| Пол    | Производња и снабдевање   | Грађевинарство                | Трговина                             | Хотели и ресторани   | Саобраћај, складиштење и везе |
| Мушки  | 3                         | 24                            | 16                                   | 1                    | 8                             |
| Женски | 1                         | 0                             | 15                                   | 1                    | 1                             |
| УКУПНО | 4                         | 24                            | 31                                   | 2                    | 9                             |
| Пол    | Финансијско посредовање   | Некретнине                    | Државна управа и одбрана             | Образовање           | Здравствени и социјални рад   |
| Мушки  | 0                         | 1                             | 20                                   | 1                    | 1                             |
| Женски | 1                         | 1                             | 3                                    | 7                    | 6                             |
| УКУПНО | 1                         | 2                             | 23                                   | 8                    | 7                             |
| Пол    | Остале услужне активности | Приватна домаћинства          | Екстериторијалне организације и тела | Непознато            | Непознато                     |
| Мушки  | 8                         | 1                             | 0                                    | 29                   | 29                            |
| Женски | 0                         | 0                             | 0                                    | 17                   | 17                            |
| УКУПНО | 8                         | 1                             | 0                                    | 46                   | 46                            |